# Течичі

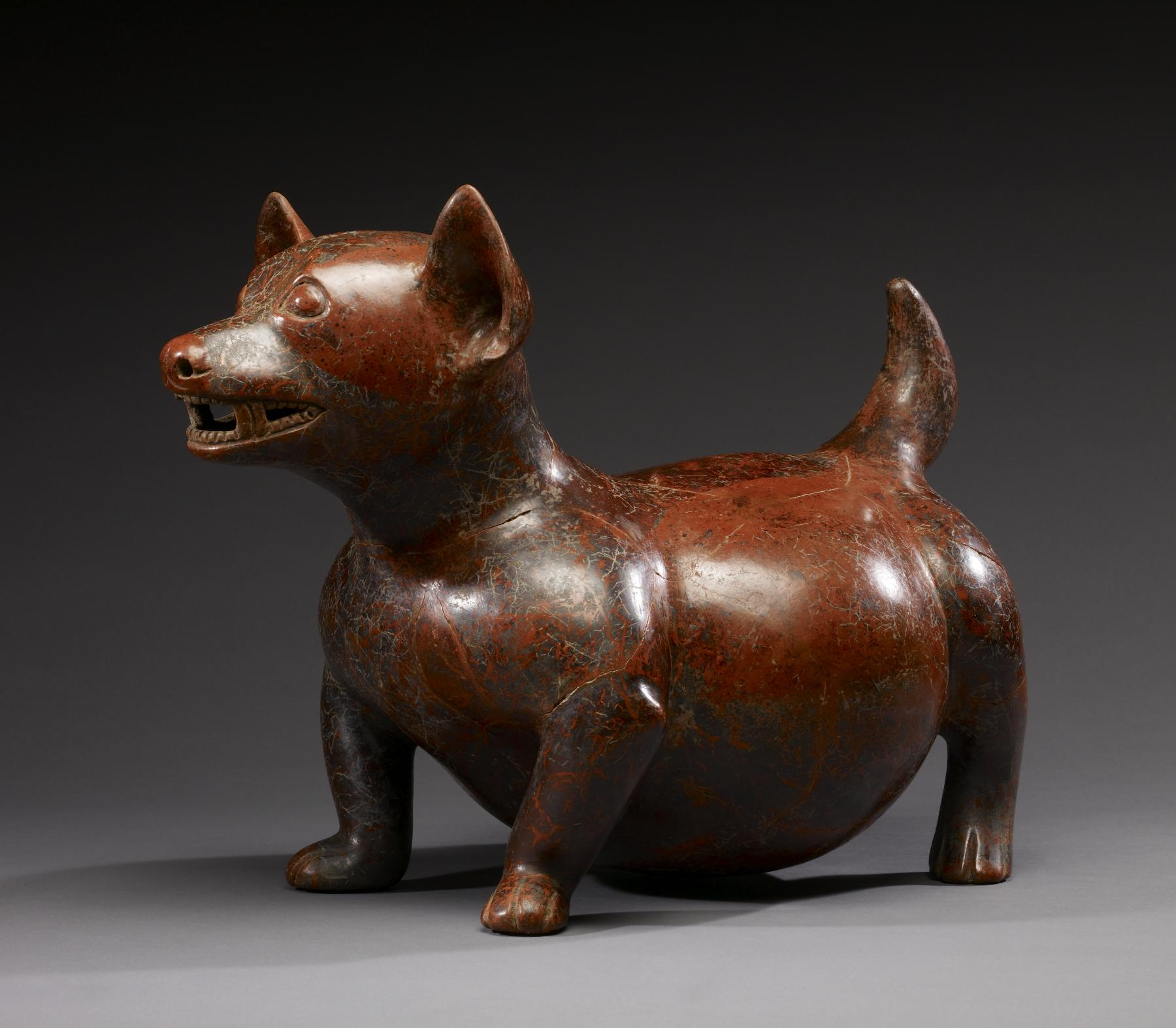
Керамічна фігурка собаки з

Течи́чі — вимерла карликова собака, яка проживала з народами месоамериканських цивілізацій із XV століття до н. е. до XVI століття н. е. Сучасні нащадки течичі — чихуахуа.

## Історія
Течичі були більшими за чихуахуа, відрізнялися довшою шерстю та жили з тольтеками. Також вважають, що ще раніше цих собак одомашнили мая. Вони вирощували течичі для вживання в їжу та для жертвопринесень — собак муміфікували й ховали разом із господарями, як супутників у потойбічному житті. Напевно, ці релігійні обряди мая згодом почали проводити тольтеки.
Історію течичі можна простежити за малюнками, різьбленими зображеннями по каменю, гончарним виробам, а також за численними похованнями, у яких виявили їхні останки. У найбільшому релігійному осередку тольтеків, у місті Чолула, була приблизно сотня пірамід, прикрашених золотом і дорогоцінним камінням. Спорудження однієї з найбільших пірамід почали ще ольмеки в II столітті до н. е., і пізніше будівництво продовжили тольтеки. На стінах піраміди зображували сцени із життя, у яких присутні й маленькі собаки. У XVI столітті францисканські ченці використовували кам'яні плити пірамід під час будівництва християнського монастиря у місті Уецоцінко (оскільки побоювалися, що індіанці почнуть їх руйнувати й з економічної вигоди), тому вдалося зберегти зображення священних собак тольтеків.
У XII столітті н. е. племена ацтеків прибули з півночі та заселили землі тольтеків, зруйнувавши їхню цивілізацію. До XVI століття н. е. імперія ацтеків розташовувалася на території сучасної Мексики. Жертвопринесення було ключовим у культі ацтеків. У жертву приносили як людей, так і тварин — у тому числі й собак. Для жертвопринесень надавали перевагу течичі з червоною та рудою шиєю. Течичі вважалася рідкісною собакою, нею володіли тільки правителі, жрецтво й вельможі. Тому в деяких обрядах використовувалися скульптури замість справжніх собак.
Як мая й тольтеки, ацтеки також ховали собак разом з останками господарів. Вони вважали, що течичі допоможе своєму панові знайти шлях у потойбічний світ Міктлан. Подорож у Міктлан тривала чотири дні. Померлий проходив між двома горами, які ледь не розчавлювали його. Пройти треба було так, щоб уникнути і каменів, і нападу гігантського крокодила та змії. Потім покійник перетинав вісім пустель і підіймався на вісім гірських вершин. Наступне випробування — потужний крижаний вітер, який кидав у подорожнього гострі обсидіанові леза та величезні валуни. Потім небіжчик сідав на спину течичі, яка висвітлювала йому шлях своїми рубіновими очима, і переправлявся через широку підземну річку. Після цього померлий потрапляв до Міктлантекутлі — правителя царства мертвих — і приносив йому дари, які поклали в могилу родичі покійного. Міктлантекутлі відводив людині місце в одному з дев'яти пекл.
У 1521 році Ацтекську імперію знищили іспанські конкістадори на чолі з Ернаном Кортесом.
Першим європейцем, який побачив течичі в 1578 році, був іспанський дослідник Франциско Ернандес. Він зазначав, що індіанці їли їх так, як європейці їли звичайних кроликів. Собак уже не використовували тоді для жертвопринесень або святкових бенкетів, і ці звірі були повсякденними харчами. Однак завойовники викорінювали все, що було пов'язано з релігійними уявленнями та культурними традиціями індіанських племен. Руйнували храми й знищували древні книги. Священну породу собак також винищували. Крім того, за наявними оцінками, м'ясо щонайменше 100 000 течичі завойовники з'їли під час експедицій до Нового Світу, через що собаки опинилися на межі зникнення. Але частині з них усе-таки вдалося сховатися в джунглях, де течичі здичавіли, вимушені рятуватися від людини. Археологічні розкопки показали, що течичі лазили по деревах, завдяки добре розвиненим фалангам пальців, що й допомогло їм вижити в дикій природі.
Збереглися свідчення кінця 1800 року, що кілька особин малих тварин виявили в оселях селян, які перебували неподалік від руїн стародавнього замку імператора Монтесуми — останнього з ацтекських монархів. Згодом тварин знайшли й в інших місцевостях країни.
Деякі історики вважають, що сучасна чихуахуа не є прямим нащадком течичі, а з'явилася шляхом схрещування течичі з китайською чубатою собакою, представники якої жили на іспанських кораблях як мисливці на щурів.
Сьогодні зображення течичі можна побачити в Національному музеї історії в Мехіко.

## Письменство
- Дневник первого путешествия Христофора Колумба.
- Klaus Brinkbäumer, Clemens Höger: «Die letzte Reise: der Fall Christoph Kolumbus». — München: DVA, 2004. — ISBN 3-421-05823-7.
- Gianni Granzotto: «Christoph Kolumbus: eine Biographie». — Reinbek: Rowohlt, 1988. — ISBN 3-499-12378-9.
- Субботин В. А. «Великие открытия: Колумб. Васко да Гама. Магеллан».